# 范元琰
范元琰（442年—511年），字伯珪，吳郡錢唐人，南北朝南齊、南梁士人。
范元琰的祖父范悅之曾被徵任為太學博士，但不赴任；父親范靈瑜則因父喪哀傷過度去世，當時范元琰年幼，哀傷的情緒合符禮制，令親友詫異。長大後的他好學，精通典籍歷史和佛理，個性謙遜，不會因為自己所長驕傲。范元琰的祖母患上癰瘡，他經常親自吸吮，對人說怕會傷害別人，在家不出城，雖然獨居但好像對著賓客，沛國劉瓛十分敬畏佩服他；他家貧，以種菜為生，曾經在外出時發現有人偷去蔬菜，他就避開；母親問他發生什麼事，他如實回答，又問誰人偷去蔬菜，他說：「我退走是因為怕他感到慚愧，我知道是誰，希望母親不要洩露。」於是二人隱秘此事。有人徒步渡河偷他的筍，范元琰就伐木建橋讓賊人過河，令賊人很是慚愧，鄉間不再有盜賊。
南齊建武二年（495年），朝廷徵召范元琰為安北參軍事、曹武平西參軍，不赴任，其時始安王蕭遙光在揚州，對徐孝嗣說：「曹武參軍，怎會是禮賢之職呢。」打算讓范元琰擔任西曹書佐，不久蕭遙光失敗，人們認為這是個遺憾，沛國劉瓛看重他，曾上表稱讚。到天監九年（510年），縣令管慧辨進言他的義行，揚州刺史、臨川王蕭宏任命他，他也不來。次年（511年），蕭宏上奏章推薦，亦未徵任他，同年在家去世，虛歲七十。

## 引用
1. 1 2  《梁書·卷五十一·列傳第四十五》：范元琰字伯珪，吳郡錢唐人也。祖悅之，太學博士徵，不至。父靈瑜，居父憂，以毀卒。元琰時童孺，哀慕盡禮，親黨異之。及長好學，博通經史，兼精佛義。然性謙敬，不以所長驕人。家貧，唯以園蔬爲業。嘗出行，見人盜其菜，元琰遽退走，母問其故，具以實答。母問盜者爲誰，答曰：「向所以退，畏其愧恥。今啓其名，願不泄也。」於是母子秘之。或有涉溝盜其筍者，元琰因伐木爲橋以渡之。自是盜者大慚，一鄉無復草竊。居常不出城市，獨坐如對嚴賓，見之者莫不改容正色。沛國劉瓛深加器異，嘗表稱之
2. 1 2  《南史·卷七十六·列傳第六十六》：范元琰字伯珪，一字長玉，吳郡錢塘人也。祖悅之，太學博士征，不至。父靈瑜，居父憂以毀卒。元琰時童孺，哀慕盡禮，親黨異之。及長好學，博通經史，兼精佛義，然謙敬不以所長驕人。祖母患癰，恒自含吮。與人言常恐傷物。居家不出城市，雖獨居如對賓客，見者莫不改容憚之。家貧，唯以園蔬為業。嘗出行，見人盜其菘，元琰遽退走。母問其故，具以實答。母問盜者為誰，答曰：「向所以退，畏其愧恥，今啟其名，願不泄也。」於是母子秘之。或有涉溝盜其筍者，元琰因伐木為橋以度之，自是盜者大慚，一鄉無復草竊。
3. ↑  《梁書·卷五十一·列傳第四十五》：齊建武二年，始徵爲安北參軍事，不赴。天監九年，縣令管慧辨上言義行，揚州刺史、臨川王宏辟命，不至。十年，王拜表薦焉，竟未徵。其年卒於家，時年七十。
4. ↑  《南史·卷七十六·列傳第六十六》：齊建武初，徵為曹武平西參軍，不至。于時始安王遙光為揚州，謂徐孝嗣曰：「曹武參軍，豈是禮賢之職。」欲以西曹書佐聘之，會遙光敗，不果，時人以為恨。沛國劉瓛深加器異，嘗表稱之。天監九年，縣令管慧辯上言義行，揚州刺史臨川王宏辟命，不至。卒於家。

## 延伸阅读
[在维基数据编辑]
 《梁書·卷51》，出自姚思廉《梁書》